# Popigaj (krater)
Popigaj (ros. Попига́й) – krater uderzeniowy w syberyjskiej części Rosji, w Kraju Krasnojarskim, na północ od miasta Norylsk, w delcie rzeki Popigaj.
Popigaj jest czwartym pod względem wielkości potwierdzonym kraterem uderzeniowym na Ziemi (stan na lipiec 2012). Ma średnicę około 90 kilometrów. Ocenia się, że powstał w wyniku uderzenia bolidu o średnicy 5–8 km około 35,7 ± 0,2 (z dokładnością 2σ) miliona lat temu, w okresie późnego eocenu. 

## Diamenty
Skok ciśnienia, wywołany uderzeniem, przekształcił znajdujący się w ziemi grafit w diamenty. Szacuje się, że powstałe złoże zawiera biliony karatów diamentów i jest zdolne do zaspokojenia popytu świata na te kamienie przez 3 tysiące lat. Spośród odkrytych złóż to jest dziesięciokrotnie większe niż suma pozostałych na świecie.
Odmiany polimorficzne diamentu występujące w rejonie krateru Popigaj to lonsdaleit oraz nowy (w roku 2003), naturalny, supertwardy, przezroczysty polimorf węgla.